# Лос-Анджелес Таймс
«Лос-А́нджелес таймс» (англ. Los Angeles Times) — щоденна газета, яка видається у Лос-Анджелесі, одна з найпопулярніших і авторитетних газет США, першочергову увагу приділяє висвітленню подій міського життя. Заснована 4 грудня 1881 року. 2008 року була визнана 4-ю найбільшою щоденною газетою США. З 2000 року газета входить до медіа-холдингу Tribune Company.

## Історія

### Епоха Отіса
Перший номер «Лос-Анджелес таймс» був опублікований 4 грудня 1881 року під керівництвом Натана Коула молодшого та Томаса Гардінера. Вона була надрукована у друкарні «Mirror printing», яка належала Джессі Ярнелу та Томасу Дж. Кейстілу. Будучи не в змозі оплатити рахунок друку, Коул і Гардінер передали газету компанії «Mirror printing». Тим часом Семюел Метс вступив у фірму на умови, що «Таймс» продовжують публікацію. У липні 1882 Харрісон Грей Отіс переїхав з Санта-Барбари щоб стати редактором газети. Згодом саме Отіс приніс успіх газеті.
Історик Кевін Старр писав, що Отіс був бізнесменом «здатним маніпулювати всім політичним апаратом і громадською думкою для власного збагачення». Редакційна політика Отиса була заснована на цивільному хвастощі, звеличуючи гідності Лос-Анджелеса і сприяючи його зростанню. По відношенню до тих цілей, газета підтримала спроби розширення водопостачання міста шляхом придбання права на поставку води в долині Оуенс в Каліфорнійській війні води. Безліч цих подій прикрашено у фільмі Романа Поланскі «Китайський квартал».
Зусилля в боротьбі проти місцевих профспілок призвели до підриву штаб-квартири «Таймс» 1 жовтня 1910, внаслідок чого загинув двадцять один чоловік. Оголошення були висунуті двом профспілковим лідерам — Джеймсу і Джозефу Макнамара. Американська федерація праці для судового процесу найняла видатного адвоката Кларенса Дерроу, щоб представляти інтереси братів, які в кінцевому підсумку визнали себе винними.
Отіс прикріпив бронзового орла на вершині високого фриза нової будівлі штаб-квартири, розробленої Гордоном Кауфманом, проголошуючи переписане його дружиною, Елізою, кредо газети: «Stand Fast, Stand Firm, Stand Sure, Stand True».

### Епоха Чендлера
Після смерті Отіса в 1917 року «Таймс» очолив його зять Гаррі Чендлер. У 1944 Гаррі змінив його син Норман Чендлер, який керував газетою під час швидкого розвитку в післявоєнний час. Дружина Нормана, Дороті Чендлер, була активісткою громадської діяльності, і сприяла будівництву Лос-Анджелеського музичного центру, головний концертний зал якого був названий в її честь. Члени сім'ї поховані на кладовищі «Голлівуд назавжди» біля студії Парамаунт, де також міститься меморіал жертвам теракту 1910 р.
У четвертому поколінні сім'ї главою видавництва з 1960 по 1960 став Отіс Чендлер. Отіс прагнув до визнання сімейної газети, намагаючись зрівнятися з найчитабельнішими газетами, як «Нью-Йорк таймс» і «Вашингтон Пост». Вважаючи, що основним доходом є відділ новин, Отіс вирішив розширити його і збільшити зарплати працівникам. У 1962 газета об'єдналася з «Вашингтон пост», щоб сформувати «Агентство новин Лос-Анджелес таймс — Вашингтон пост».
У 1960-х газета виграла чотири Пулітцерівських премії — більше, ніж за дев'ять попередніх десятиліть разом узятих.

### Наші дні
На початку 21-го століття у «Таймс» виникли серйозні проблеми: банкрутство, скорочення персоналу зміна редакторів, зниження зарплат і підвищена необхідність присутності в Інтернеті.
У 2000 році «Tribune Company» придбала «Таймс», помістивши газету в спільне володіння з тодішнім WB (нині CW).
Протягом двох днів у 2005 році «Таймс» експериментував з «Wikitorial», першою «Вікі», що дозволяє читачам об'єднувати зусилля, щоб виробляти власну редакцію. А втім, вони закрили його після того, як кілька людей «обложили» сайт, редагуючи і викладаючи неналежну інформацію.
У грудні 2008 року «Tribune Company» подала заяву про банкрутство.
Ставка однієї копії газети 2 $. З березня 2015-го видавництво збільшило свою щоденну ціну на $ 0,50 (33,3 %) відповідно до ставки в неділю / день подяки.

## Пулітцерівська премія
До 2014 року «Таймс» виграв 41 премію, у тому числі чотири у редакційній карикатурі, і по одній у зведеннях новин місце в 1965 «Watts Riots» і в 1992 «Los Angeles riots».
Автор спортивної колонки «Таймс», Джим Мюррей, виграв Пулітцерівську премію 1990 року.
Журналісти-розслідувачі Чак Філіпс і Майкл Хілцік здобули Пулітцерівську премію в 1999-му, розкривши корупцію в музичному бізнесі.
Журналіст Девід Уілман, виграв в 2001 році Пулітцерівську премію за серію журналістських розслідувань.
Журналісти Беттіна Боксал і Джулі Карт здобули Пулітцерівську премію за пояснювальну звітність в 2009 році.

## Просування

### Книжковий фестиваль
У 1996 році «Таймс» почав щорічний «Los Angeles Times» фестиваль книг, у співпраці з Університетом Каліфорнії в Лос-Анджелесі. Він має круглі столи, виставки та театри протягом двох днів наприкінці квітня кожного року. У 2011-му фестиваль книги був перенесений до Університету Південної Каліфорнії.

### Книжкові призи
З 1980 року «Таймс» увів щорічні книжкові призи. Категорії: біографія, нинішній інтерес, фантастика, первинна фантастика, історія, трилер, поезія, наука і технології, юнацька художня література. Крім того, премію Роберта Кірша присуджують щорічно за участю авторів.

## Книжкове видавництво
За ці роки «Таймс» також володіла багатьма книжковими видавництвами включаючи Нову Американську Бібліотеку, C.V. Mosby, а також Harry N. Abrams.
У 1960 році «Таймс» купила книжкове видавництво Нову американську бібліотеку, відому публікаціями передруку класичних і наукових книг у м'якій обкладинці. Бібліотека продовжувала працювати автономно з Нью-Йорка і в «Таймс». І в 1983 Odyssey Partners і Іра Хечлер купили НАБ у the Times Mirror Company за більш ніж $50 мільйонів.
У 1967 р. «Таймс» придбала C.V. Mosby Company, професійне видавництво і об'єднало її за ці роки з декількома іншими професійними видавництвами включаючи Resource Application, Inc., Книгу року Медичні Видавництва, Wolfe Publishing Ltd., PSG Publishing Company, B.C. Decker, Inc. Але у 1998 Mosby був проданий Harcourt Brace & Company.

## Цікаві факти
- Оскільки газета в перші десятиліття свого існування завзято відстоювала інтереси роботодавців, у 1910 р. представники радикальних профспілок заклали в будівлі редакції динаміт. При детонації вибухівки загинув 21 співробітник газети, ще сто потрапили до лікарні.
- У 1964 р. корпорація The Times Mirror Company, яка володіє газетою, першою з газетних видавців здійснила первинне розміщення акцій на Нью-Йоркській фондовій біржі.